# Писарь, Николай Ильич
 Николай Ильич Писарь (род.1942, с. Пелиния Бельцкого уезда Молдавской ССР ) — бригадир колхоза имени Жданова Рышканского района, Молдавская ССР. Герой Социалистического Труда (25.12.1976).

## Биография
Родился в 1942 году в селе Пелиния Бельцкого уезда Молдавской ССР в период немецко-румынской оккупации, ныне – Рышканского района Молдавии, в семье колхозного кузнеца. Молдаванин.
После окончания Каменского садоовощеводческого совхоза-техникума имени И. Солтыса трудился агрономом в местном колхозе «40 лет Октября» до призыва на военную службу в 1962 году. После увольнения в запас в 1966 году Николай Ильич вернулся в родное село и продолжил работать в колхозе имени Жданова Рышканского района. В 1967 году возглавил полеводческую бригаду по выращиванию зерновых.
Способный организатор, вдумчивый и требовательный руководитель, он стремился вести производство на уровне достижений современной агротехнической науки. Постоянно знакомился с новинками сельскохозяйственной литературы, изучал передовой опыт и внедрял его в производство. Всё это положительно сказывалось на производственных делах: из года в год руководимая им механизированная бригада стабильно получала самые высокие в колхозе урожаи зерновых, неоднократно выходила победителем в социалистическом соревновании среди хлеборобов Рышканского района. За особенно высокий урожай пшеницы в 1972 году бригадир был награждён орденом Ленина, а передовой механизатор его бригады И. П. Бабалеу стал Героем Социалистического Труда (08.12.1973).
В последующие годы 9-й пятилетки (1971–1975) труженики бригады Писаря продолжали увеличивать урожайность зерновых. Особенно плодотворно потрудились они в первом году десятой пятилетки: в 1976 году в среднем с гектара ими было получено по 100 центнеров кукурузы (в зерне), 445 центнеров сахарной свёклы, 23,3 центнера табака – значительно выше плановых заданий и средних по колхозу и по району результатов.
Указом Президиума Верховного Совета СССР от 25 декабря 1976 года за выдающиеся успехи, достигнутые во Всесоюзном социалистическом соревновании, проявленную трудовую доблесть в выполнении планов и социалистических обязательств по увеличению производства и продажи государству сельскохозяйственных продуктов в 1976 году Писарю Николаю Ильичу присвоено звание Героя Социалистического Труда с вручением ордена Ленина и золотой медали «Серп и Молот».
После окончания Кишинёвского сельскохозяйственного института с 1980 года работал главным агрономом колхоза имени Жданова, а с середины 1980-х годов – председателем колхоза «Вяца ноуэ» Рышканского района.
Избирался депутатом Верховного Совета СССР 11-го созыва (1984–1989), Рышканского районного Совета народных депутатов 17-го созыва. Делегат XV съезда Компартии Молдавии.
7 июля 1980 года принял участие в эстафете Олимпийского огня московской Олимпиады на территории Молдавской ССР (передал факел участнику украинского этапа эстафеты).

## Награды
- Золотая медаль «Серп и Молот»(25.12.1976)
- Орден Ленина (14.12.1972)
- Орден Ленина (25.12.1976)
- Медаль «В ознаменование 100-летия со дня рождения Владимира Ильича Ленина» (6 апреля 1970)
- Медаль «Ветеран труда»
- Медаль «За трудовую доблесть»(08.04.1971)
- медалями ВДНХ СССР:

## Память
- На могиле установлен надгробный памятник